# Эфринген-Кирхен
Эфринген-Кирхен (нем. Efringen-Kirchen) — община в Германии, в земле Баден-Вюртемберг. 
Подчиняется административному округу Фрайбург. Входит в состав района Лёррах.  Население составляет 8164 человека (на 31 декабря 2010 года). Занимает площадь 43,74 км².
Коммуна подразделяется на 9 сельских округов.

## Достопримечательности
- Иштайн — руины средневекового замка.